# Liparochrus cahilli
Liparochrus cahilli är en skalbaggsart som beskrevs av Renaud Maurice Adrien Paulian 1980. Liparochrus cahilli ingår i släktet Liparochrus och familjen Hybosoridae. Inga underarter finns listade i Catalogue of Life.